# Liliana Venâncio
Liliana da Silva Venâncio (19 de setembro de 1995) é uma handebolista angolana.

## Carreira
Liliana Venâncio representou a Seleção Angolana de Handebol Feminino nos Jogos Olímpicos de Verão de 2016, que chegou as quartas-de-finais.